# Tartarus Colles

Tartarus Colles basat en la imatge diürna de THEMIS

Tartarus Colles són un grup de turons a les planes del nord de Mart.

## Context
Tartarus Colles discorre dels 8° als 33° de latitud nord i dels 170° als 200° de longitud oest. Van ser nomenats després d'una característica de formació d'albedo clàssica. El nom va ser aprovat oficialment per la UAI l'any 1985. El terme "Colles" s'utilitza per a petits turons o pujols.
Hi ha més de 40.000 petits turons associats amb Tartarus Colles.
Aquesta forma de relleu es troba dins del quadrangle Diacria de Mart.

## Geologia
Alguns investigadors han proposat que els petits turons de l'oest de Tartarus Colles son coherents amb les interpretacions concurrents dels petits turons a Cerberus Palus (aigües avall d'Athabasca Valles), el que suggeriria que es van formar com a resultat de les interaccions entre la lava i l'aigua per formar-se, ha estat denominat per alguns autors com a construccions sense arrels volcàniques. Aquesta classe d'interaccions de lava-aigua inclou cons sense arrels, però tenen menys implicacions genètiques en la seva definició, ja que no són necessàriament freatomagmàtiques (resultants de l'explosió de vapor a partir de la sobtada evaporació dels fluids en contacte amb lava). No cal que la font d'aigua s'hagi afegit en massa en forma d'una inundació aquosa; en el seu lloc, possiblement estigui disponible en forma d'un dipòsit de gel en pols molt prim i poc profund, la presència i extensió de la qual està controlada per l'obliqüitat com un forçador orbital.

## Història observacional
El 2008, Mark A. Bishop del Planetary Science Institute i la Universitat d'Austràlia Meridional van informar sobre els seus resultats mitjançant l'anàlisi de veïns d'ordre superior per tractar de discernir qualsevol tipus de patró en la distribució dels petits turons de Tartarus Colles. El propòsit de l'estudi era reconciliar les hipòtesis oposades quant a l'origen d'aquestes formes de relleu nudoses, que altres autors han comparat amb els suposats pingos i cons sense arrels a Athabasca Valles i en altres llocs d'Elysium Planitia. Bishop va trobar que els cons de Tartarus Colles exhibien una aleatorietat espacial completa, excepte quan la solifluxió o els efectes magmàtics eren evidents.
El 2011, Christopher W. Hamilton i Sarah A. Fagents de la Universitat de Hawaii a Mānoa, a Honolulu, Hawaii, i Thorvaldur Thordarson de la Universitat d'Edimburg a Escòcia, van informar sobre els resultats de la seva cartografia geomòrfica, estimacions de gruix de lava i anàlisi estadística (la modelització de veïns més propers) per investigar les hipòtesis que els cons de Tartarus Colles són el que els autors han denominat "construccions volcàniques sense arrels" -una variació més generalitzada del terme "con sense arrels" que no requereix explícitament un origen freatomagmàtic, ni una clara expressió explosiva com un pseudòcrata. Els autors critiquen la tendència a generalitzar les analogies pseudocràtiques marcianes contra Mývatn, el llac islandès, que s'ha utilitzat com a exemple tipus d'estructures que sorgeixen a Mart a partir de les interaccions d'aigua-lava d'una manera que ignora la variabilitat d'aquestes estructures fins i tot a Islàndia.

## Galeria

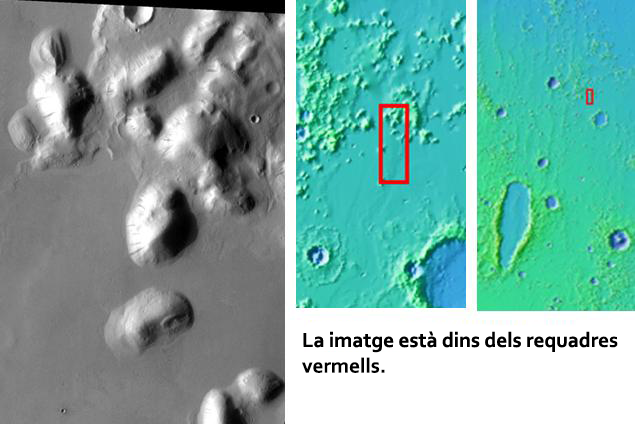
Tartarus Colles vist per THEMIS. Feu clic a la imatge per veure les ratlles fosques del pendent
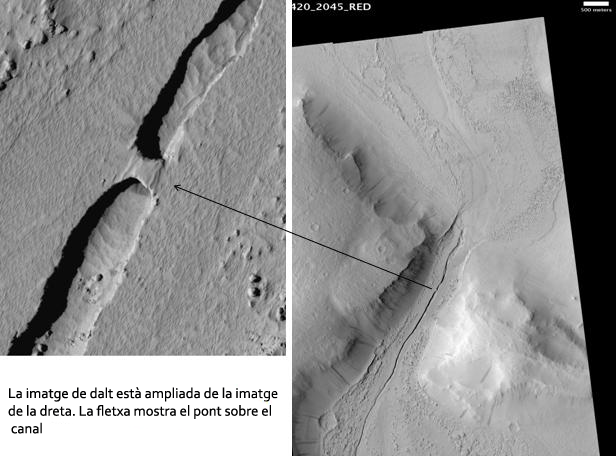
El canal Tartarus Colles, vist per HiRISE. La barra d'escala és de 500 metres. Feu clic a la imatge per veure el pont a través del canal.